# Lastro
Lastro är en kommun i Brasilien.   Den ligger i delstaten Paraíba, i den östra delen av landet, 1 500 km nordost om huvudstaden Brasília. Antalet invånare är 2 841.
Omgivningarna runt Lastro är huvudsakligen savann. Runt Lastro är det ganska glesbefolkat, med 28 invånare per kvadratkilometer.